# Sajansko-šušenská vodní elektrárna
Sajansko-šušenská vodní elektrárna (rusky Саяно-Шушенская ГЭС) je vodní elektrárna na řece Jenisej. Název vodního díla je utvořen z názvu Sajanského pohoří a obce Šušenskoje. Je nejvýkonnější vodní elektrárnou v Rusku a patří mezi nejvýkonnější elektrárny na světě. Přehrada je konstruována tak, aby odolala zemětřesení až osmi stupňů Richterovy stupnice a byla zaznamenána Guinnessovou knihou světových rekordů jako největší stavba svého druhu.

## Všeobecné informace
Práce na stavbě přehrady započaly v roce 1963. První dodávku do elektrické soustavy uskutečnila v roce 1978, ale oficiálně byla uvedena do provozu při plném stanoveném výkonu až 26. října 2000 jako Jednotný hydroenergetický komplex Sajansko-šušenská a Majnská vodní elektrárna.
Stavební celek obsahuje tyto části:
- Klenbová gravitační betonová hráz o celkové délce 1066 m a výšce 245 m. Ve vyklenutí přelivové části o celkové délce 189,6 m je zapuštěno 11 přelivových polí o šířce 5 m. Na stavbu tělesa hráze bylo použito 9 075 000 m³ betonu.
- Elektrárna o délce 288 m a šířce 36 m. V budově elektrárny bylo uloženo 480 tisíc m³ betonu.
- Pravobřežní pětistupňový přepustný portál  pro převod povodňových vln mimo těleso hráze o celkové délce 700 m a šířce 100m.
- Součástí vodního díla není lodní výtah ani soustava zdymadel.

10 tunelů o průměru 8,5 m přivádí při maximálním spádu 220 m vodu na Francisovy turbíny o výkonu 640 MW. Celkový stanovený výkon je tak 6 400 MW. V roce 2016 elektrárna vyrobila 26,958 miliard kWh.

## Hydrologické podmínky
Jenisej v místě elektrárny odvádí vodu z plochy 179 900 km² při průměrném průtoku 1 480 m³/s. V době vypracování projektu se hydrologické vstupy opíraly více o odhady z tzv. koeficientů odtoku na základě nevelkého počtu srážkoměrných stanic než o dlouhodobá měření průtoku. Přesto lze celkovou hydrologickou koncepci vodního díla považovat za dobrou. Pro návrh přepouštěcího systému byla stanoven specifický průtok 150 m³/s pro každé z celkového počtu jedenácti přepouštěcích polí, tedy běžný přepouštěcí režim 1 650 m³/s s maximální propustností 13 600 m³/s. Celkový průtok turbínami je 3 580 m³/s. Pro přeliv epizodních letních povodní byl v roce 2011 vybudován přeplňovaný pravobřežní přepad o šířce 100 m a propustnosti 4000 m³/s.  Délka bočního přepadu je 1130 m a vyúsťuje 820 m od paty hráze.

## Turbíny
Turbíny typu RO 230/833 - 677 jsou největší na světě pro spád nad 200 m. Při jmenovitém spádu 194 m a hltnosti  258  m³/s je výkon turbíny 650 MW. Při vyšších spádech (212-220 m) dosahuje výkon 735 MW. Rychlost otáčení turbín je  142,8 ot./min. Celková hmotnost hydroagregátu je 1 440 tun, specifická hmotnost je 1,9 kg / kW, účinnost turbíny v optimální zóně je asi 96%.
Hydrogenerátor typu SVF 1285 / 275-42U4 o výkonu 711/640 MVA/MW je navržen pro maximální epizodický výkon 736 MVA. Vzdálenost mezi osami agregátů je 23,7 m.

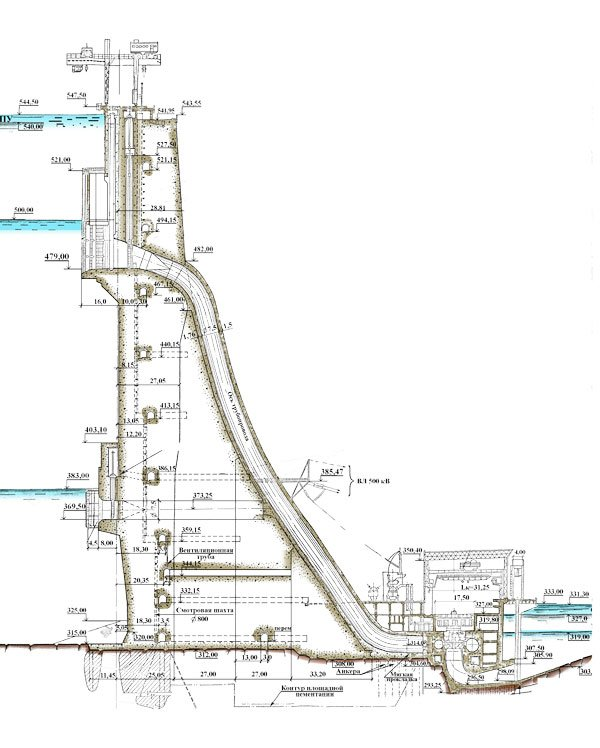
Průřez vodního díla

## Stavba
Vybudování vodního díla si vyžádalo výkopové práce o objemu 7 200 m³ v zemi  a 37 000 m³ ve skalním masivu. Bylo uloženo 9 720 m³ betonu a železobetonu. Celková hmotnost kovových konstrukcí a mechanismů je 114 300 tun.  
Zprovoznění jednotlivých deseti hydroenergetických bloků probíhalo v následujícím pořadí:
- 1978 blok č.1,
- 1979 blok č. 2 a 3,
- 1980 blok č. 4 a 5.
- 1981 bok č. 6,
- 1984 bok č. 7 a 8,
- 1985 blok č. 9 a 10.

## Problémy provozu
- V květnu 1979 pronikla do strojovny jarní povodňová vlna a vyřadila z provozu první blok, jehož činnost byla obnovena v červenci 1979.
- V roce 1985 jarní povodeň poničila hranu dolního přepadu přelivu a dopadovou desku vývařiště.
- V roce 1988 došlo k dalšímu poškození přelivu. Všechny nehody byly vyvolány vysokým vodním stavem na řece a projekt byl proto doplněn o pravobřežní propust. Jeho realizace spadala do období pozdějšího rozpadu Sovětského svazu a následných privatizačních komplikací. Propust tak byla realizována až v roce 2011.
- Dne 17. srpna 2009 v 8:13 došlo na elektrárně k největší havárii v dějinách ruské vodní energetiky.  Tlak vody utrhl kryt druhého bloku a do prostoru pracovní haly elektrárny se pod tlakem dvaceti atmosfér vyvalila voda o průtoku v řádu stovek kubických metrů za vteřinu. V důsledku této nehody přišlo o život 75 lidí. Všechny hydraulické jednotky stanice byly poškozeny s různou intenzitou, v pořadí podle stupně poškození: jednotky č. 2, č. 7 a č. 9. Stavba strojovny byla částečně zničena, poškozeno bylo elektrické a pomocné zařízení. V důsledku úniku oleje z turbínového soustrojí došlo k poškození životního prostředí podél toku řeky Jenisej.

V oficiální zprávě ze dne 3. října 2009 se uvádějí jako hlavní příčiny vibrace turbíny č. 2, které vedly k únavovému poškození upevňovacích šroubů krytu turbíny, potom co režim provozu turbíny prošel oblastí zakázané tlakové zóny.
Práce na obnově začaly v srpnu 2009. V roce 2015 elektrárna vyrobila 27 miliard kWh.  

## Souhrnné hodnocení
Celek klenbové přehrady o výšce 245 m s průtočnou elektrárnou v korytu veletoku byl ve své době technologickou výzvou celému světu. Práce započaly v roce 1963, zhruba půl roku před tragédií na přehradě Vajont v Itálií, kde si vodní energetika v jednom krátkém okamžiku vyžádala přes 2 000 obětí. Sajansko-šušenská vodní elektrárna se dnes nachází na ostře sledované hranici mezi odpůrci a zastánci budování velikých hydroenergetických děl.